# 佐々木勝
佐々木 勝（ささき まさる、1939年2月7日 - ）は、日本のプロゴルファー。

## 来歴
1970年の関東プロでは今井昌雪・三浦勝利・河野高明と共に石井冨士夫の2位タイに入り、1972年には東北地方初の男子プロトーナメント「七夕杯・東北クラシック」で初日を青木功・今井・松井功と並んでの6位タイでスタートした。
1973年の関東オープンでは初日を菊地勝司の2位でスタートし、2日目には尾崎将司・草柳良夫・田中文雄と並んでの2位タイに着けた。
1972年のブリヂストントーナメントでは2日目に69をマークして2位タイ、3日目には郭吉雄（中華民国）と並んでの4位タイとし、最終日にはヒューバート・グリーン（アメリカ）と並んでの7位タイに入った。続くダンロップフェニックストーナメントの前身に当たる第1回「フェニックストーナメント」では初日を島田幸作・鈴村照男・草壁政治と並んでの3位タイでスタートし、2日目には増田光彦・草柳・能田征二と並んでの6位タイに着けた。
1975年、初めて海外で開催された日本のトーナメント「クイリマ&タカヤマ・クラシック」に出場し、初日を鈴村照・鷹巣南雄・今井と並んでの5位タイ、西田升平とペアを組んだダブルスでは吉川一雄&鈴木規夫ペア、今井&内田繁ペアと並んでの3位タイでスタート。2日目には朝から15m前後の強風が海側から吹き荒れ、時折、南国特有の豪雨も混じる最悪のコンディションの中、今井と並んでの4位タイ、ダブルスでは2位に着けた。3日目には鈴村照と共に通算5アンダーの2位タイ、ダブルスでも村上隆&河野高ペアと並んでの2位タイに着けた。
シニア転向後の1989年には鳳凰カップで6位タイに入った。